# Schlagrichtung

S-Schlag (linksgängig) und Z-Schlag (rechtsgängig)

Die Schlagrichtung bezeichnet in der Knotenkunde die Orientierung, in der zwei oder mehrere Leinen um einander gewunden sind.

## S- und Z-Schlag
Die Schlagrichtung von Seilen wird häufig mit dem Großbuchstaben S für das linksgängige Seil und dem Großbuchstaben Z für das rechtsgängige Seil angegeben. Die Bezeichnung stammt hier von der Ähnlichkeit mit den Buchstaben S und Z in der die Windungen verlaufen. Beim S-Schlag verlaufen die Windungen von links oben über das andere Seil nach rechts unten, wie beim Buchstaben S. Beim Z-Schlag verlaufen die Windungen von rechts oben über das andere Seil nach links unten, wie beim Buchstaben Z. Zu betrachten ist hierbei immer der Mittelteil des Buchstabens.

S-Schlag
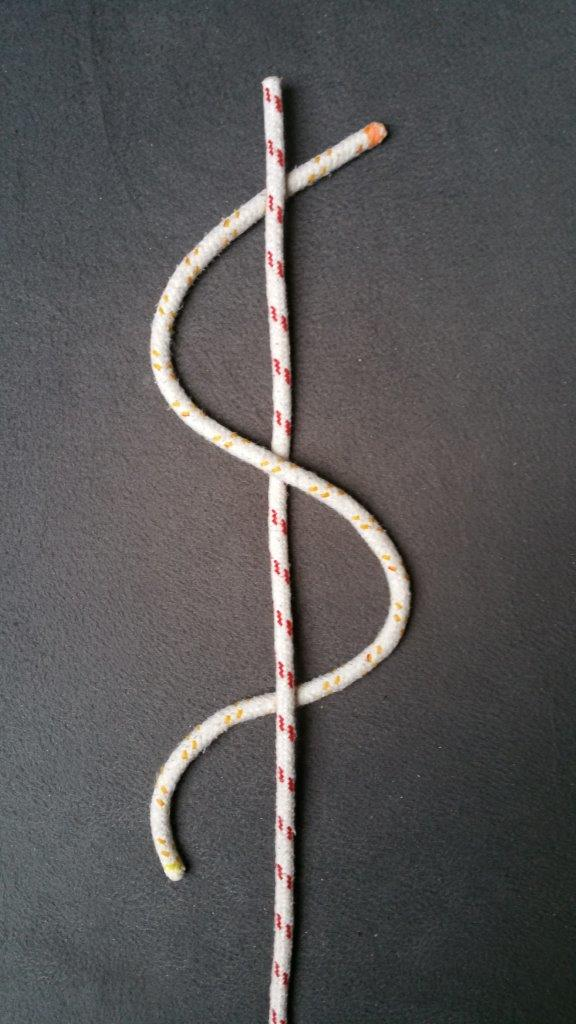
S-Schlag
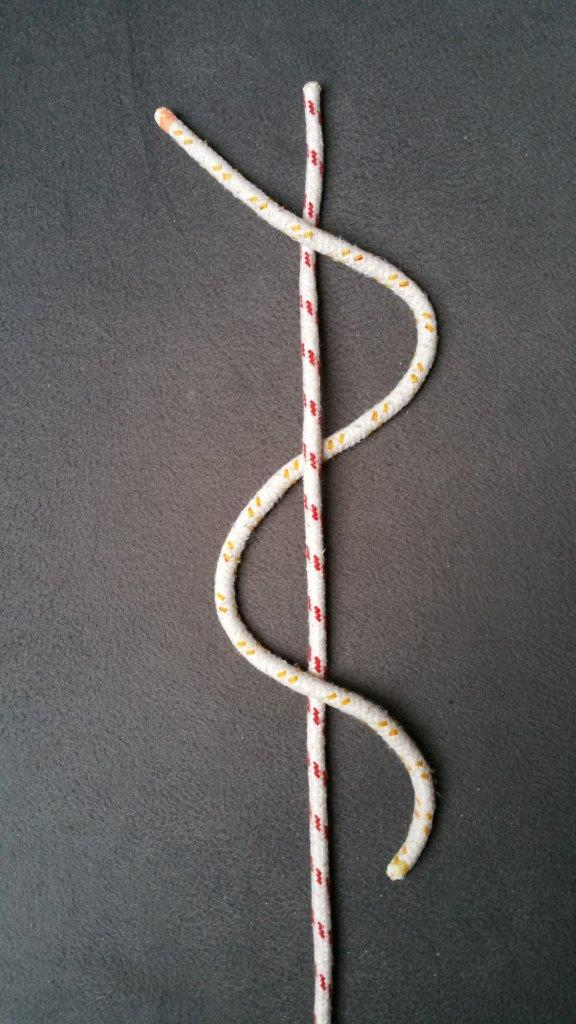
Zum Vergleich. Ebenfalls ein S-Schlag. Die Stelle, an der das Seil von links oben über das andere Seil nach rechts unten verläuft, zeigt den Anfang eines S.
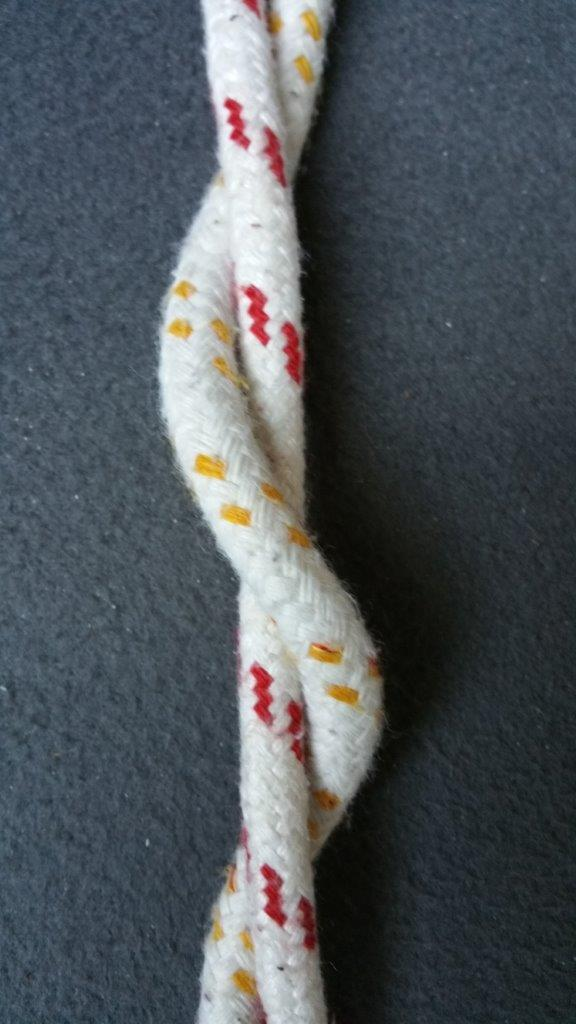
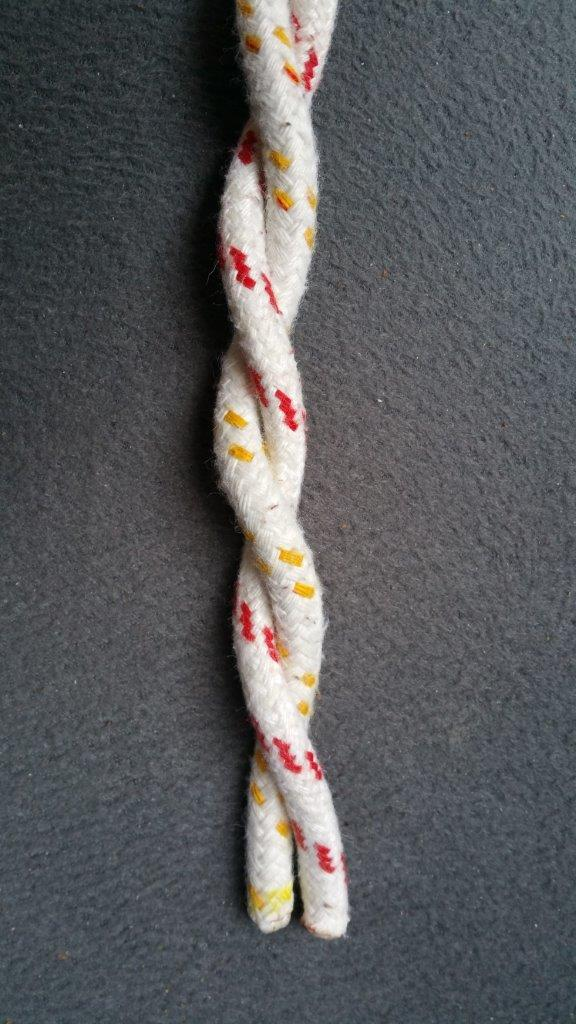

Z-Schlag
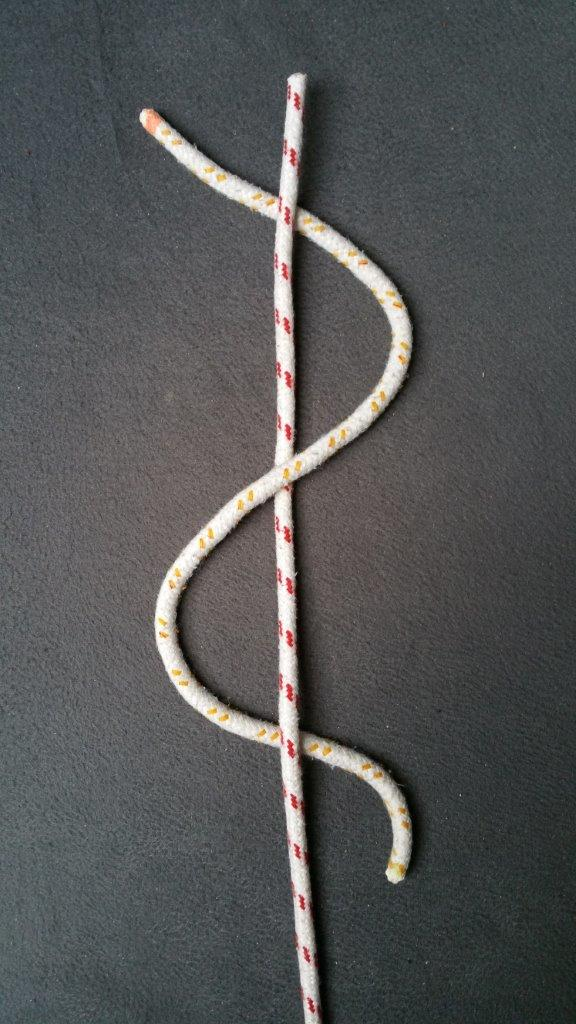
Z-Schlag
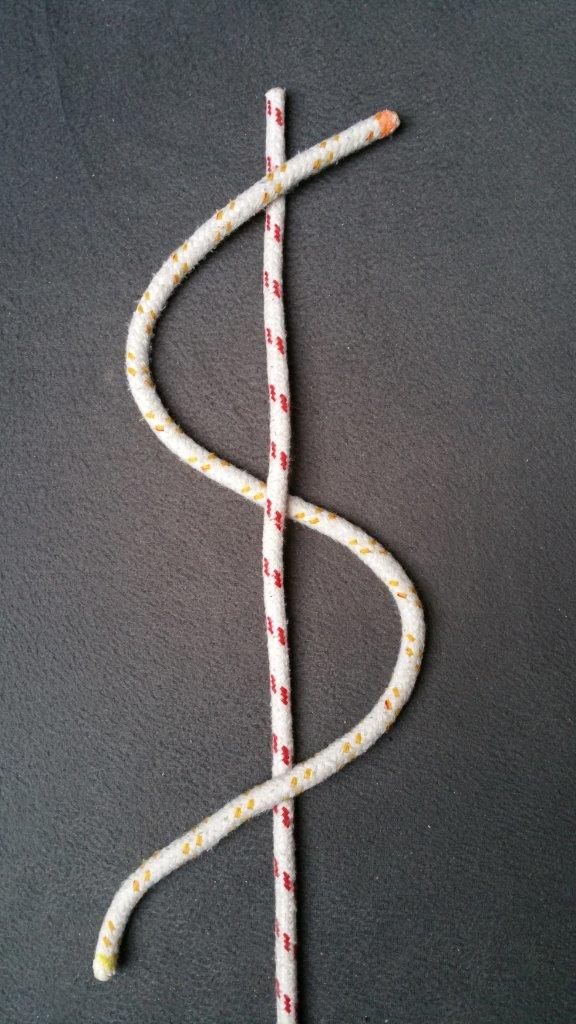
Zum Vergleich. Ebenfalls ein Z-Schlag. Die Stelle, an der das Seil von rechts oben über das andere Seil nach links unten verläuft, zeigt den Anfang eines Z.
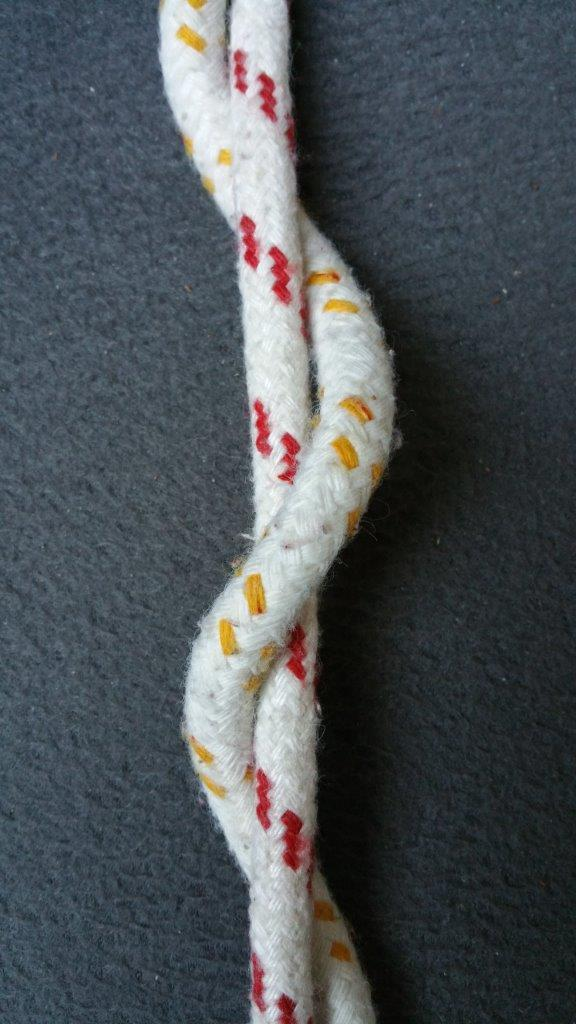
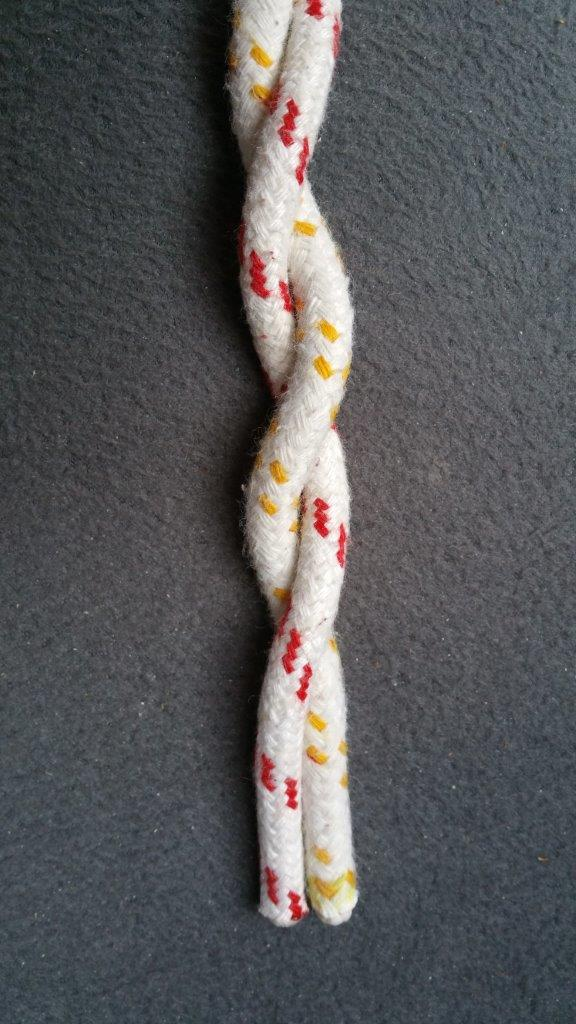

Seile können aus mehreren Fasern bestehen, die wiederum aus kleineren Fasern aufgebaut sind. Zum Beispiel bestehen dickere Drahtseile aus Litzen, die ihrerseits aus Drähten bestehen. Die Schlagrichtung eines Seiles bezieht sich auf die Orientierung der größten Komponenten. Im Beispiel des Drahtseils wäre es die Richtung der Litzen. Die Schlagrichtung der kleineren Komponenten, wie der Litzen, kann allerdings zusätzlich mit einem vorangehenden kleinen Buchstaben angegeben werden. Beispielsweise entspricht ein sZ-Schlag einem Drahtseil mit Z-geschlagenen Litzen und S-geschlagenen Drähten.

### Links- und Rechtsgängigkeit

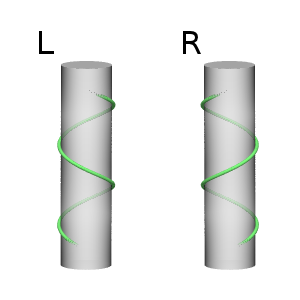
S-Schlag (l.) und Z-Schlag (r.)

Zwei um einander geschlagene Leinen können entweder linksgängig oder rechtsgängig gewunden sein. Die Benennung folgt der der Windungsrichtung (Helizität). Die Helix ist linksgängig (S-Schlag), wenn sie sich entgegen dem Uhrzeigersinn windet (in der Richtung gesehen, in der sie sich vom Betrachter entfernt) und ist rechtsgängig (Z-Schlag), wenn sie sich im Uhrzeigersinn windet (in der Richtung gesehen, in der sie sich vom Betrachter entfernt). Die Schlagrichtung ist absolut, d. h., sie ist unabhängig davon, ob man entlang der Achse von oben oder von unten auf das Seil blickt.

### Rechte- und Linke-Hand-Regel
Linksgängige Seile werden – neben S-Schlag – auch mit LH (für Linke Hand) und rechtsgängige Seile – neben Z-Schlag – auch mit RH (für Rechte Hand) bezeichnet. Die Händigkeit folgt der Rechten-Hand-Regel.
Wird das Seil mit der rechten Hand so umfasst, dass der abgespreizte Daumen zur Drehachse zeigt (in der Richtung gesehen, in der die Helix sich vom Betrachter entfernt), so zeigen die gekrümmten Finger die Windungsrichtung an. Betrachtete man die Bahn eine Litze durchliefe diese eine „rechtshändige Schraubenlinie“, wie man sie vom Gewinde einer üblichen Schraube kennt. Linksgängig entsprechend der linken Hand.

## Gleich- und Kreuzschlag

### Gleichschlag

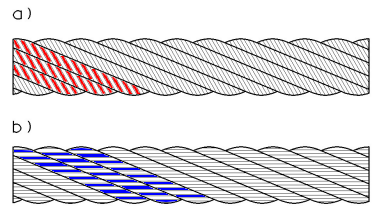
a) Gleichschlag b) Kreuzschlag

Durch den Zusatz „Gleichschlag“ (oder auch „Langschlag“) (Kurzzeichen sS oder zZ) wird angegeben, dass die Außendrähte an der Seiloberfläche stark geneigt zur Seilachse liegen bzw. die Drähte der Litzen der gleichen Richtung folgen wie die Litzen in den Seilen (die Schlagrichtung der Seildrähte in der Litze und der Außenlitzen im Seil haben in etwa die gleiche Richtung).
Ein Seil in Gleichschlag rechts ist beispielsweise ein rechtsgeschlagenes Seil, welches seinerseits aus rechtsgeschlagenen Litzen besteht (im Bild als a gekennzeichnet).

### Kreuzschlag
Durch den Zusatz „Kreuzschlag“ (oder auch „Gegenschlag“) (Kurzzeichen zS oder sZ) wird angegeben, dass die Außendrähte an der Seiloberfläche etwa in Richtung der Seilachse liegen bzw. die Drähte der Litzen der gegenläufigen Richtung folgen wie die Litzen in den Seilen (die Schlagrichtung der Seildrähte in der Litze und der Außenlitzen im Seil sind gegenläufig).
Kreuzschlagseile sind für die meisten Anwendungen geeigneter als Gleichschlagseile: bei Kreuzschlagseilen treten nämlich äußere Drahtbrüche meistens früher auf als bei Gleichschlagseilen. Dies bedeutet einen Zugewinn an Sicherheit, denn nur, wenn sich eine zunehmende Seilschädigung durch äußere Drahtbrüche darstellt, kann ein Drahtseil rechtzeitig abgelegt werden.

## Anwendung

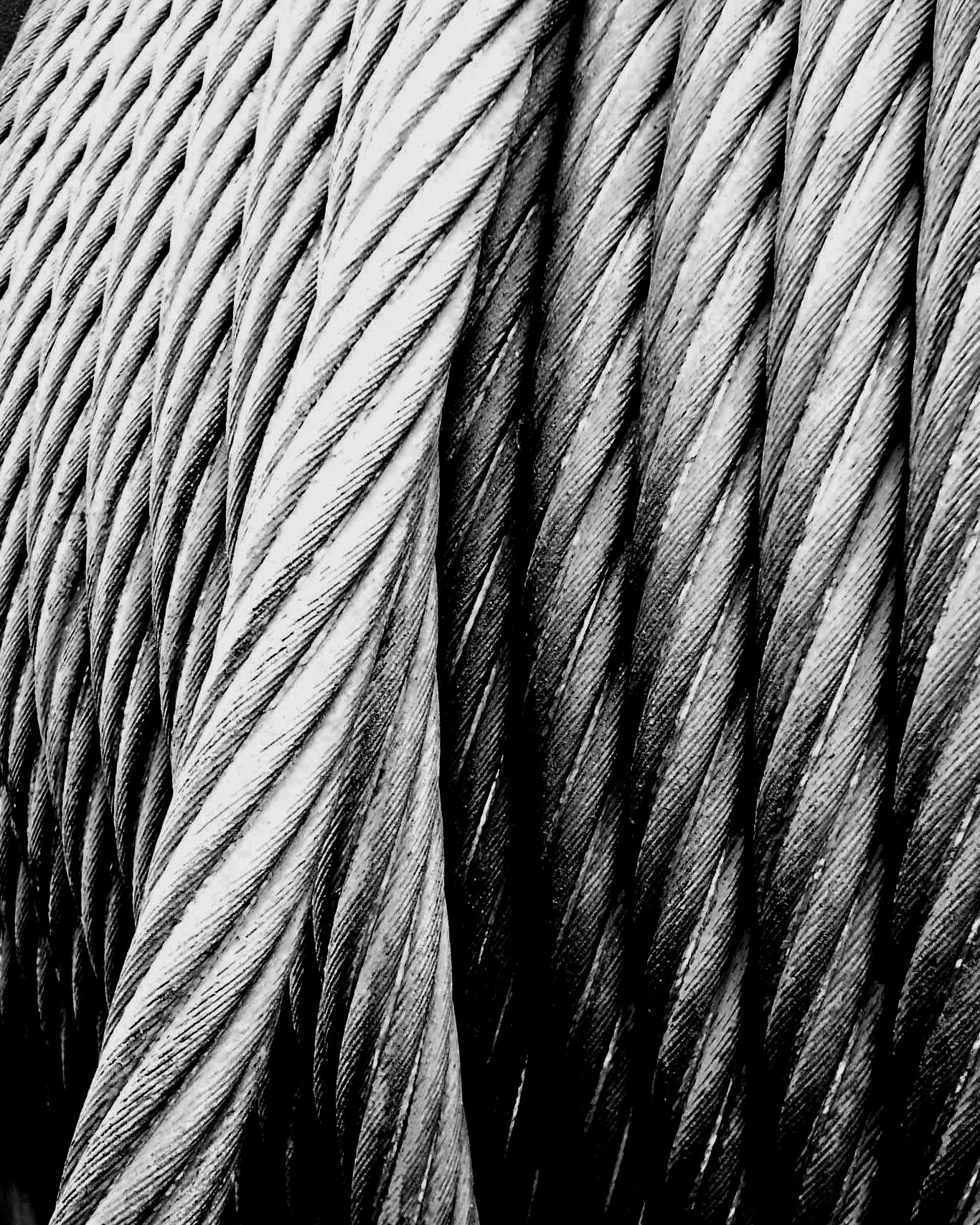
Stahlseil mit Z-Schlag und (Litzen-)Gleichschlag, Typ „zZ“
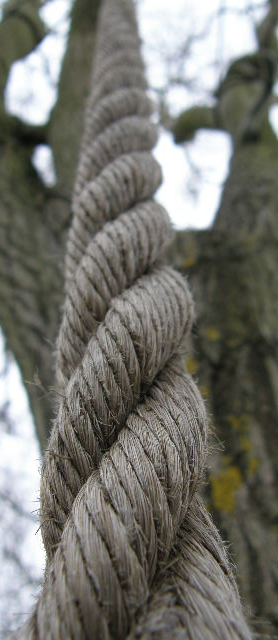
Manila-Tampen mit Z-Schlag, Typ „sZ“
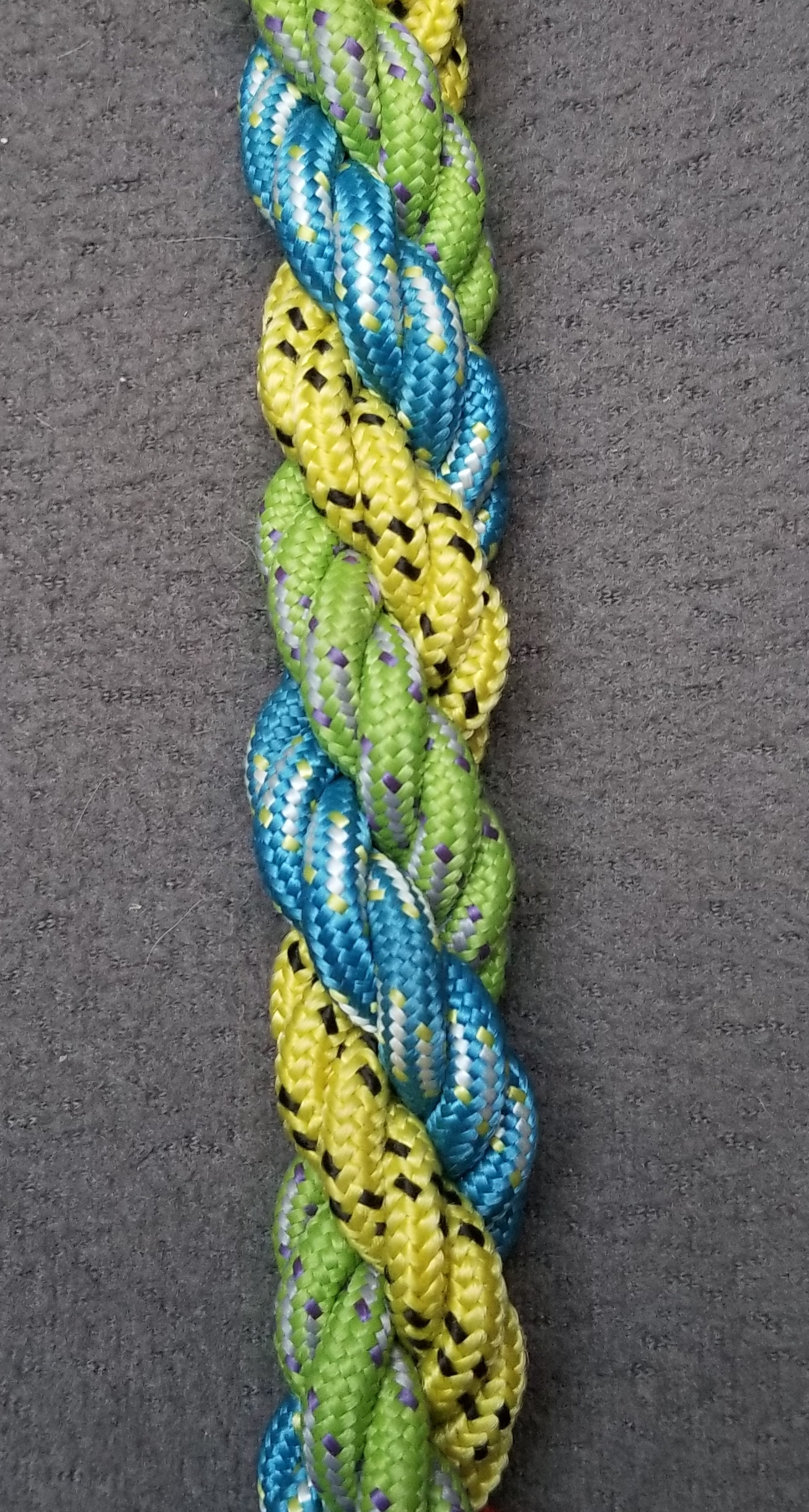
Seil mit S-Schlag. Typ zS. Nur für Demonstrationsszwecken aus 9 Reepschnüren hergestellt.
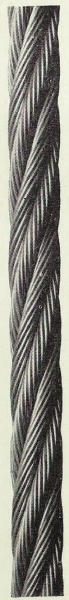
Besonderheit: Stahlseil mit Z-Schlag und gegenläufigen Litzen, d. h. die Drähte innerhalb der Litzen sind abwechselnd links und rechts geschlagen
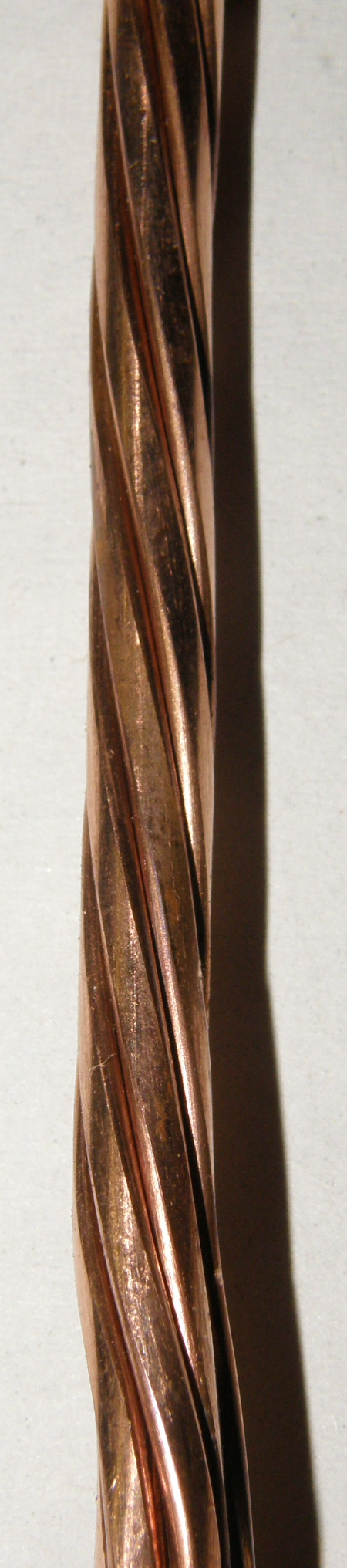
Kupferseil mit S-Schlag